# ستايسي وليامز
ستايسي وليامز (بالإنجليزية: Stacey Williams)‏ هي عارضة وممثلة أمريكية، ولدت في 15 أبريل 1968 في كينغستون في الولايات المتحدة.

## وصلات خارجية
- ستايسي وليامز على موقع IMDb (الإنجليزية)
- ستايسي وليامز على موقع قاعدة بيانات الفيلم (الإنجليزية)
- ستايسي وليامز على موقع دليل عارضات الأزياء (الإنجليزية)